# Свети Атанасий (Стругово)
Вижте пояснителната страница за други значения на Свети Атанасий.
„Свети Атанасий“ (на македонска литературна норма: „Свети Атанасиј“) е възрожденска православна църква в демирхисарското село Стругово, Северна Македония. Църквата е под управлението на Крушевско-Демирхисарската епархия на Македонската православна църква.
Църквата е гробищен храм, разположен в северния край на селото. Изградена е изписана в края на XIX век от крушевски майстори. В архитектурно отношение е трикорабна базилика, покрита с дървен свод в централния кораб. По-късно западната стена е разрушена и храмът е удължен, на запад е прилепена кулообразна камбанария, а над свода е изграден малък купол на осемстранен барабан. Зидарията е от ломен камък, като венецът, юглите и вратите са от дялан бигор. Покривът е на две води с керемиди, а куполът е покрит с ламарина. Фасадите са фугирани.